# 16 Wishes
16 Wishes is een Disney-tienerfilm uit 2010 met Disney-ster Debby Ryan en de Canadese acteur Jean-Luc Bilodeau in de hoofdrollen.
Ryan stond eveneens in voor de muziek.
De film was een succes in de VS met 5,6 miljoen kijkers bij de première op 25 juni 2010 op Disney Channel en nog eens 4 miljoen bij de eerste uitzending op reguliere televisie.
16 Wishes gaat over een meisje met een wenslijst voor haar zestiende verjaardag die ze in vervulling ziet gaan, maar verkeerd uitdraaien.

## Verhaal
Na haar zevende verjaardag stelde Abby Jensen deze wenslijst op voor haar zestiende verjaardag:
1. Joey Lockhart — een beroemde popster — ontmoeten,
2. De mooiste kleren dragen op school,
3. Mijn kamer inrichten zoals ik wil,
4. Graag sushi eten,
5. Een kredietkaart hebben, zoals die van mama,
6. Een goede danser zijn,
7. Mijn rijbewijs halen,
8. Mijn eigen auto hebben, en liefst een rode,
9. Mensen zullen mij niet meer als een kind behandelen,
10. Ik zal populair zijn,
11. Ik zal mijn eigen badkamer hebben,
12. Ik zal Krista Cook ergens in verslaan, eender wat, alles,
13. Ik zal zo laat als ik wil thuiskomen,
14. Mijn ouders zullen me begrijpen,
15. Ik zal het beste feest ooit hebben,
16. [Foto van Logan Stuck — schoolgenoot op wie Abby verliefd is — met kauwgom op het papier gekleefd].

De dag van Abby's zestiende verjaardag begint normaal, maar als het huis van wespen vergeven blijkt te zijn gaat alles snel bergaf.
Ze staat in pyjama op straat en haar verjaardagsfeest kan niet doorgaan.
Haar overbuurmeisje Krista Cook echter, die haar al jaren overal in klopt en met wie ze haar verjaardag deelt, krijgt een auto cadeau.
Terwijl ze met haar beste vriend Jay op de bus wacht krijgt ze eensklaps een doos genummerde kaarsen geleverd waarop staat dat ze haar wensen zullen vervullen.
Ongelovig steekt ze de eerste aan, waarop Joey Lockharts toerbus passeert en ze een kus van hem krijgt.
Abby linkt de kaarsen meteen aan haar wenslijst en steekt nummer acht aan.
Daarop stopt Celeste voor hen in Abby's nieuwe rode sportwagen waarmee ze naar school gereden worden.
Nog steeds in haar pyjama wenst ze nummer twee, maar die wens wil niet uitkomen.
Celeste neemt haar apart en vertelt haar dat ze slechts één wens per uur kan doen, en dat tot middernacht.
Dan zullen alle wensen die ze gedaan heeft permanent worden.
Als het volgende uur aanbreekt krijgt Abby alsnog haar mooie kleren en is ze de ster van de school.
Ze wordt echter nagekeken door Krista en dus wenst ze vlak voor de gymles nummer twaalf, waarna Abby Krista klopt in een volleybalwedstrijd.
Abby wint ook de verkiezing van klasvoorzitter van Krista, terwijl ze niet eens deelnam.
Na school wenst Abby haar rijbewijs, waarna ze een kleed voor haar verjaardagfeest gaat uitkiezen met Jay die beloofd te zullen betalen.
Ze worden gevolgd door Krista die Jays verloren portefeuille vindt en de verkoopster kan overtuigen dat het kinderen zijn die toch niets zullen kopen.
Als ze daarop de winkel worden uitgezet wenst Abby haar negende wens waarop ze eensklaps als een volwassene wordt aanzien.
Na een tijdje ontdekt ze dat ze niet enkel als volwassen wordt behandeld, maar het ook is.
Ze is nu 22, gaat niet meer naar school en haar ouders brengen haar onder zachte dwang naar haar nieuwe huurappartement.
Haar klasgenoten, Jay inbegrepen, kennen haar nog slechts vaag van vroeger.
Ze spot Jay, die nu Krista's beste vriend is, op diens verjaardagsfeest en kan hem overtuigen van het gebeurde.
Op het feest ontdekt ze dat Krista nu de vriendelijkheid zelve is, alsook dat haar jongere broer een begaafd gitaarspeler is.
Abby betreurt echter de wens die ze deed, maar een gedane wens kan niet ongedaan worden gemaakt tenzij ze een andere wens tot dat doel heeft, maar dergelijke wens heeft ze niet opgeschreven.
Dan blijkt echter dat ze haar zestiende wens, de foto van Logan Stuck, nog kan wijzigen omdat de kauwgom waarmee hij op het papier werd gekleefd nog niet droog is — ze voegde deze wens die ochtend toe.
Ze vervangt de foto door een van zichzelf die die ochtend werd gemaakt en keert zo terug naar dat moment, waardoor alle wensen geannuleerd zijn.
Ten slotte gaat ze naar Krista's verjaardagsfeest en vraagt haar ronduit waarom ze iets tegen haar heeft.
Blijkt dat Krista en Jay beste vrienden waren toen Abby in de buurt kwam wonen en hem afnam.
Abby heeft daar spijt van en Krista vergeeft haar, waarop ze samen een groots feest geven voor hun beider zestiende verjaardag.

## Rolbezetting
| Acteur             | Personage   | Opmerkingen                       | Nederlandse stem     |
| ------------------ | ----------- | --------------------------------- | -------------------- |
| Debby Ryan         | Abby Jensen | Protagoniste                      | Eline Blom           |
| Jean-Luc Bilodeau  | Jay Kepler  | Abby's "beste vriend voor altijd" |                      |
| Anna Mae Routledge | Celeste     | Wensvervulster                    |                      |
| Karissa Tynes      | Krista Cook | Abby's rivale                     |                      |
| Cainan Wiebe       | Mike Jensen | Abby's jongere broer              | Douwe van der Stroom |
| Patrick Gilmore    | Bob Jensen  | Abby's vader                      |                      |
| Kendall Cross      | Sue Jensen  | Abby's moeder                     |                      |